# Shigetatsu Matsunaga
Shigetatsu Matsunaga (jap. 松永成立 Shigetatsu Matsunaga; ur. 12 sierpnia 1962 w Shizuoce) – japoński piłkarz, reprezentant kraju grający na pozycji bramkarza.

## Kariera klubowa
Shigetatsu Matsunaga zawodową karierę piłkarską rozpoczął w 1985 roku w klubie Nissan Motors. Z Nissan Motors, który w 1992 zmienił nazwę na Yokohama Marinos dwukrotnie zdobył mistrzostwo Japonii w 1989 i 1990, pięciokrotnie Puchar Cesarza w 1985, 1988, 1989, 1991, 1992 oraz dwukrtonie Azjatycki Puchar Zdobywców Pucharów w 1992 i 1993 roku.
W późniejszych latach występował w Tosu Futures, Brummell Sendai i Kyoto Purple Sanga, w którym zakończył karierę w 2000 roku.

## Kariera reprezentacyjna
Matsunaga występował w reprezentacji Japonii w latach 1988–1995. W 1989 uczestniczył w eliminacjach Mistrzostw Świata 1990. W 1992 uczestniczył w Pucharze Azji, który zakończył się zwycięstwem Japonii. Na turnieju rozgrywanym w Japonii Matsunaga był podstawowym bramkarzem i wystąpił w czterech meczach z ZEA, Koreą Północną i Iranem, w którym został ukarany czerwoną kartką, przez co nie mógł uczestniczyć w finale.
W 1993 uczestniczył w eliminacjach Mistrzostw Świata 1994. W 1995 roku uczestniczył w drugiej edycji Pucharu Konfederacji. Na turnieju w Arabii Saudyjskiej wystąpił w obu przegranych meczach grupowych z Nigerią i Argentyną. W sumie w reprezentacji wystąpił w 40 spotkaniach.

## Statystyki
| Reprezentacja Japonii | Reprezentacja Japonii | Reprezentacja Japonii |
| Rok                   | Mecze                 | Gole                  |
| --------------------- | --------------------- | --------------------- |
| 1988                  | 1                     | 0                     |
| 1989                  | 9                     | 0                     |
| 1990                  | 0                     | 0                     |
| 1991                  | 1                     | 0                     |
| 1992                  | 9                     | 0                     |
| 1993                  | 14                    | 0                     |
| 1994                  | 0                     | 0                     |
| 1995                  | 6                     | 0                     |
| Razem                 | 40                    | 0                     |